# Karol Ludwik Habsburg
Karol Ludwik Jan Józef Habsburg (ur. 5 września 1771 we Florencji, zm. 30 kwietnia 1847 w Wiedniu) – arcyksiążę austriacki, książę cieszyński; teoretyk wojskowości; generał armii austriackiej w latach 1793–1800, od 1801 marszałek polny, generalissimus; w latach 1801–1805 minister wojny i marynarki wojennej, przewodniczący sztabu generalnego.

## Życiorys
Karol urodził się 5 września 1771 r. we Florencji. Był synem wielkiego księcia toskańskiego, późniejszego cesarza Leopolda II i Marii Ludwiki Burbon, księżniczki hiszpańskiej. W 1791 roku został adoptowany przez swą ciotkę arcyksiężną Marię Krystynę oraz jej męża Alberta Sasko-Cieszyńskiego. Przybrany ojciec zadbał o wojskowe wykształcenie Karola, dzięki czemu ten szybko awansował na kolejne stopnie oficerskie. W 1793 został mianowany generałem-majorem i namiestnikiem Niderlandów. Od 1796 roku bezpośrednio dowodził oddziałami frontowymi (m.in. we Włoszech i Niemczech) oraz pełnił ważne funkcje wojskowe i państwowe. W 1801 Maksymilian Franciszek Habsburg ustanowił go koadiutorem wielkiego mistrza zakonu krzyżackiego, w kilka miesięcy później kapituła zakonu wybrała go na wielkiego mistrza. Nie potrafiąc pogodzić funkcji wojskowych z administracją zgromadzeniem, wyznaczył swoim koadiutorem młodszego brata Antoniego Wiktora Habsburga. W 1804 zrzekł się godności wielkiego mistrza i wystąpił z zakonu.
Jako dowódca wojsk cesarskich zwyciężył Napoleona w bitwie pod Aspern-Essling (21-22.V.1809), ale już kilka tygodni później odniósł dotkliwą porażkę w bitwie pod Wagram (5–6 VII 1809), w której został ranny. Po przegranej bitwie podpisał z Napoleonem rozejm, czego nie skonsultował ze swym bratem, cesarzem Franciszkiem I. Za ten czyn został odwołany ze stanowisk i odszedł z armii, do której powrócił tylko na kilka miesięcy w 1815 roku.
Jako właściciel księstwa cieszyńskiego, które odziedziczył po przybranych rodzicach, był jednym z najzamożniejszych Habsburgów. Kładł nacisk na rozwój rolnictwa i przemysłu w księstwie. Zlecił budowę tzw. nowego zamku w Cieszynie i budowę cieszyńskiego browaru zamkowego (1846). Nabył też w 1838 roku państwo żywieckie, które włączył do dóbr Komory Cieszyńskiej. W 1822 r. odziedziczył po swym przybranym ojcu majątek w położonym ówcześnie na terytorium Wolnego Miasta Krakowa Chrzanowie.

## Małżeństwo
W 1796 arcyksiążę miał ożenić się ze swoją siostrą cioteczną Marią Teresą Charlottą Burbon, córką zgilotynowanych Ludwika XVI, króla Francji i Marii Antoniny Austriaczki, lecz Maria Teresa nie chciała zostać jego żoną.
17 września 1815 poślubił kalwinistkę, księżniczkę Henriettę z Nassau-Weilburg (1797–1829), z którą miał siedmioro dzieci:
- Maria Teresa Izabela (1816–1867), żona od 1837 roku Ferdynanda II Burbona, króla Obojga Sycylii,
- Albrecht Fryderyk Habsburg (1817–1895), kolejny książę cieszyński,
- Karol Ferdynand Habsburg (1818–1874), ożeniony ze swoją kuzynką arcyksiężniczką Elżbietą Habsburg (1831–1903), z którą miał sześcioro dzieci, w tym:
  - Fryderyka Marię Albrechta (1856–1936) – ostatniego księcia Cieszyna,
  - Marię Krystynę (1858–1929) – królową i regentkę Hiszpanii, żonę Alfonsa XII (1857–1885),
  - Karola Stefana (1860–1933) – właściciela dóbr Żywiec i protoplastę „polskiej linii” Habsburgów,
- Fryderyk Ferdynand Habsburg (1821–1847),
- Rudolf Franciszek Habsburg (*/† 1822),
- Maria Karolina Habsburg (1825–1915),
- Wilhelm Habsburg (1827–1894).

Gdy jego żona umarła, wiedeńscy kapucyni nie chcieli jej pochować w krypcie rodzinnej Habsburgów. Arcyksiążę zagroził wówczas zbombardowaniem kościoła. Po interwencji cesarza, Henrietta spoczęła, jako jedyna protestantka, w krypcie kościoła kapucynów w Wiedniu. Już w 1815, wbrew dyskryminacyjnym przepisom prawnym patentu tolerancyjnego, wykonano specjalnie dla niej prowadzące wprost z ulicy boczne wejście do kościoła reformowanego, tzw. Henriettentor (niezachowane). Sam Karol Ludwik zmarł 30 kwietnia 1847 roku, w Wiedniu.

## Odznaczenia
Odznaczenia Karola Ludwika to między innymi:
- Order Złotego Runa
- Krzyż Wielki Orderu Marii Teresy w brylantach
- Order Świętego Andrzeja (Imperium Rosyjskie)
- Order Świętego Aleksandra Newskiego (Imperium Rosyjskie)
- Cesarski i Królewski Order Orła Białego (Imperium Rosyjskie)
- Order Świętej Anny I klasy (Imperium Rosyjskie)
- Order Orła Czarnego (Prusy)
- Order Świętego Huberta (Bawaria)
- Krzyż Wielki Orderu Łaźni (Wielka Brytania)
- Krzyż Wielki Legii Honorowej (Francja)
- Order Świętego Januarego (Sycylia)
- Krzyż Wielki Orderu Świętego Ferdynanda I Zasługi (Sycylia)
- Krzyż Wielki Orderu Krzyża Południa (Brazylia)
- Krzyż Wielki Orderu Świętego Józefa (Toskania)